# 普萊森特里奇 (密蘇里州德克薩斯縣)
普萊森特里奇（英語：Pleasant Ridge）是位於美國密蘇里州德克薩斯縣的非建制地區。

## 歷史
普萊森特里奇的郵局於1877年設立，其後於1909年停運。

## 地理
普萊森特里奇所處的海拔為高於海平面403米（即1322英呎），而該地所採用的時區為UTC-6，即北美中部時區（CST）。同時該地設有夏令時間，為UTC-6調快一小時，即UTC-5（CDT）。